# Клаудіо Якоб
Клаудіо Аріель Якоб (ісп. Claudio Ariel Yacob, нар. 18 липня 1987, Каркаранья, Аргентина) — аргентинський футболіст, півзахисник клубу «Росаріо Сентраль».
Виступав, зокрема, за клуб «Расинг» (Авельянеда), а також національну збірну Аргентини.

## Клубна кар'єра
Вихованець футбольного клубу «Расинг» (Авельянеда).
У дорослому футболі дебютував 2006 року виступами за команду того ж клубу, де провів шість сезонів, взявши участь у 144 матчах чемпіонату.  Більшість часу, проведеного у складі «Расинга», був основним гравцем команди.
До складу клубу «Вест-Бромвіч Альбіон» приєднався 2012 року.

## Виступи за збірні
2007 року залучався до складу молодіжної збірної Аргентини. На молодіжному рівні зіграв у 20 офіційних матчах, забив 1 гол.
2011 року дебютував в офіційних матчах у складі національної збірної Аргентини.
| Дата       | Місто          | Господарі | Результат | Гості     | Турнір           | Голи | Примітки |
| ---------- | -------------- | --------- | --------- | --------- | ---------------- | ---- | -------- |
| 16-03-2011 | Сан-Хуан       | Аргентина | 4 – 1     | Венесуела | товариський матч | -    | 61'      |
| 20-04-2011 | Мар-дель-Плата | Аргентина | 2 – 2     | Еквадор   | товариський матч | 1    | 43'      |
| Усього     |                | Матчів    | 2         |           | Голів            | 1    |          |

## Титули і досягнення
- Чемпіон світу (U-20): 2007